# Wrony Nowe
Wrony Nowe (do 1996 Wrony)  – osada w Polsce położona w województwie warmińsko-mazurskim, w powiecie giżyckim, w gminie Giżycko, w sołectwie Wrony.
W latach 1975–1998 miejscowość administracyjnie należała do województwa suwalskiego.
Do 28 marca 1996 roku miejscowość nosiła nazwę Wrony.